# تشارلز بوروز
تشارلز بوروز (بالإنجليزية: Charles Burroughs)‏ هو منافس ألعاب قوى أمريكي، ولد في 3 ديسمبر 1876 في مقاطعة واشنطن في الولايات المتحدة، وتوفي في 23 نوفمبر 1902 في باريس في فرنسا.

## وصلات خارجية
- تشارلز بوروز على موقع أوليمبيديا (الإنجليزية)